# Gabriella Saraivah
Gabriella Saraivah (São Paulo, 11 de setembro de 2004), é uma atriz, cantora e youtuber brasileira. Começou na TV como a Miluce de Avenida Brasil (2012), mas ganhou notoriedade ao interpretar Tati no remake da telenovela Chiquititas (2013). Ela acumulou passagens ainda por Apocalipse (2017) e na primeira fase de Éramos Seis (2019), da Globo.

## Biografia e carreira
Sua carreira artística começou quando tinha apenas 2 anos de idade. Participou de diversas campanhas publicitárias e quando completou 3 anos começou a fazer aulas teatro. Ela também tem um canal no YouTube, no qual o primeiro vídeo foi postado em 2009.
Estreou na televisão em 2012, na novela Avenida Brasil, da TV Globo, como Miluce, filha da personagem de Vera Holtz. No ano seguinte, interpretou Tati no remake de Chiquititas, exibida no SBT. Papel originalmente vivido por Ana Olivia Seripieri na primeira versão brasileira da trama. Foi esse papel que a fez ganhar notoriedade.
Em 2015, voltou a TV Globo para participar de "Além do Tempo".Ainda este ano iniciou uma turnê com o musical "Kids Music Festival".
Em 2017, participou da competição de dança "Dancinha dos Famosos", do programa "Domingão do Faustão".

## Filmografia

### Televisão
| Ano     | Título            | Papel                    | Notas                                      |
| ------- | ----------------- | ------------------------ | ------------------------------------------ |
| 2012    | Avenida Brasil    | Miluce (Milu)            |                                            |
| 2013–15 | Chiquititas       | Tatiane Gomes (Tati)     | [ 8 ] [ 9 ]                                |
| 2015    | Além do Tempo     | Clara                    |                                            |
| 2016–17 | A Cara do Pai     | Julia Paiva              |                                            |
| 2017    | Apocalipse        | Zoe Santero              | Episódio: "1-15 de dezembro"               |
| 2019    | Juacas            | Melissa (Mel)            |                                            |
| 2019    | Éramos Seis       | Inês Ferreira dos Santos | Episódio: " 30 de setembro -10 de outubro" |
| 2022–23 | Tudo Igual... SQN | Carol Garcia             |                                            |

### Cinema
| Ano  | Título                 | Papel     | Notas  |
| ---- | ---------------------- | --------- | ------ |
| 2023 | The Other Zoey         | Francesca |        |
| 2024 | Uma Babá Gloriosa      | Victoria  | [ 10 ] |
| 2024 | Tudo por um Pop Star 2 | Duda      |        |